# Castello Ducale (Crecchio)
Das Castello Ducale, auch Castello Ducale De Riseis-D’Aragona, ist eine Niederungsburg in der  italienischen Gemeinde Crecchio in der Provinz Chieti. Heute ist dort das „byzantinische und frühmittelalterliche Museum der Abruzzen“ (italienisch Museo dell’Abruzzo bizantino e altomedievale) untergebracht.

## Geschichte
Die Unterlagen über die Burg sind lückenhaft, sowohl, was ihren Ursprung angeht, als auch ihre Einordnung. Die einzige alte Beschreibung der Burg, die in den Archiven gefunden wurde, ist die von Scipione Paternò von 1633:

„(...) der vorgenannten Stadt Lanciano Patron besitzt dort eine Burg, die am Kopf der Porta de Capo liegt, in einem Teil davon bedeutender; sie besteht aus einem flachen Hof, wo sich in der Vorderspitze ihres Eingangs ein Stall und ein weiteres, verbundenes Zimmer befinden, und man nach links in einen Keller mit Lagerhaus für Lebensmittel eintritt mit Rauchzisternen und anderen Annehmlichkeiten; und, wenn man über einen Rang aus Mauerwerk aufsteigt, findet sich eine gedeckte Loggia, mit der Aussicht auf denselben Hof, von der aus man in ein großes Schlafzimmer mit zwei angeschlossenen Zimmern eintritt, und von diesen man über einen separaten Eingang von der obengenannten Loggia in einen kleinen Saal mit Schlafzimmer, kleiner Kammer und Küche eintritt, im allgemeinen flach und mit abgedecktem Balkon und Ziegelboden, zur Hofebene gekehrt und genau an einer seiner Ecken befindet sich ein quadratischer Turm; bestehend aus drei Wohnungen übereinander, eine jede mit einem großen und einem kleinen Zimmer, erklärend, dass im unteren Geschoss ein Treppe nach oben führt, vom Geschoss bis zur Spitze aus Stein; von dieser Burg aus kann man die ganze Marine und ihre allgemeinen Anlagen sehen und genießen. Und hiermit verbunden ist an seiner Flanke ein Garten, der gemauerter Graben genannt wird, welcher zur Verwendung durch das Hortilitium oder, vereinfacht gesagt, die Burg, da ist, und mit einem weiteren, kleinen Anbau den Haupteingang mit der Straße verbindet.“

Dennoch kann man bestätigen, dass die Burg sich aus einem schon existierenden Turm namens „Torre dell’Ulivo“ im Stil des 13. Jahrhunderts entwickelt hat und in Folge der Umbauten im Laufe der Jahrhunderte ab dem 15. Jahrhundert Veränderungen stattgefunden haben. Die Burg veränderte sich so von einem Verteidigungsbauwerk zu einer Wohnstatt. Die Ergänzungen teilen sich in zwei Stadien auf, deren erstes den Bau der südlichen Loggia und des westlichen Baukörpers umfasste, wogegen das zweite aus der oberen Loggia und dem Hauptgeschoss des angrenzenden Gebäudes bestand. Der Aufbau des oberen Stockwerkes auf die Baukörper ließ die vorher bestehenden Zinnen verschwinden. Der vierte Turm wurde 1881 bei einem Erdbeben zerstört und 1904 wieder aufgebaut.
Am 9. September 1943 war dort die königliche Familie aus dem Haus Savoyen auf der Flucht von Rom nach Brindisi zu Gast, wogegen im folgenden Juni die Burg durch Bomben stark beschädigt wurde. Kürzlich wurde sie restauriert.

## Beschreibung

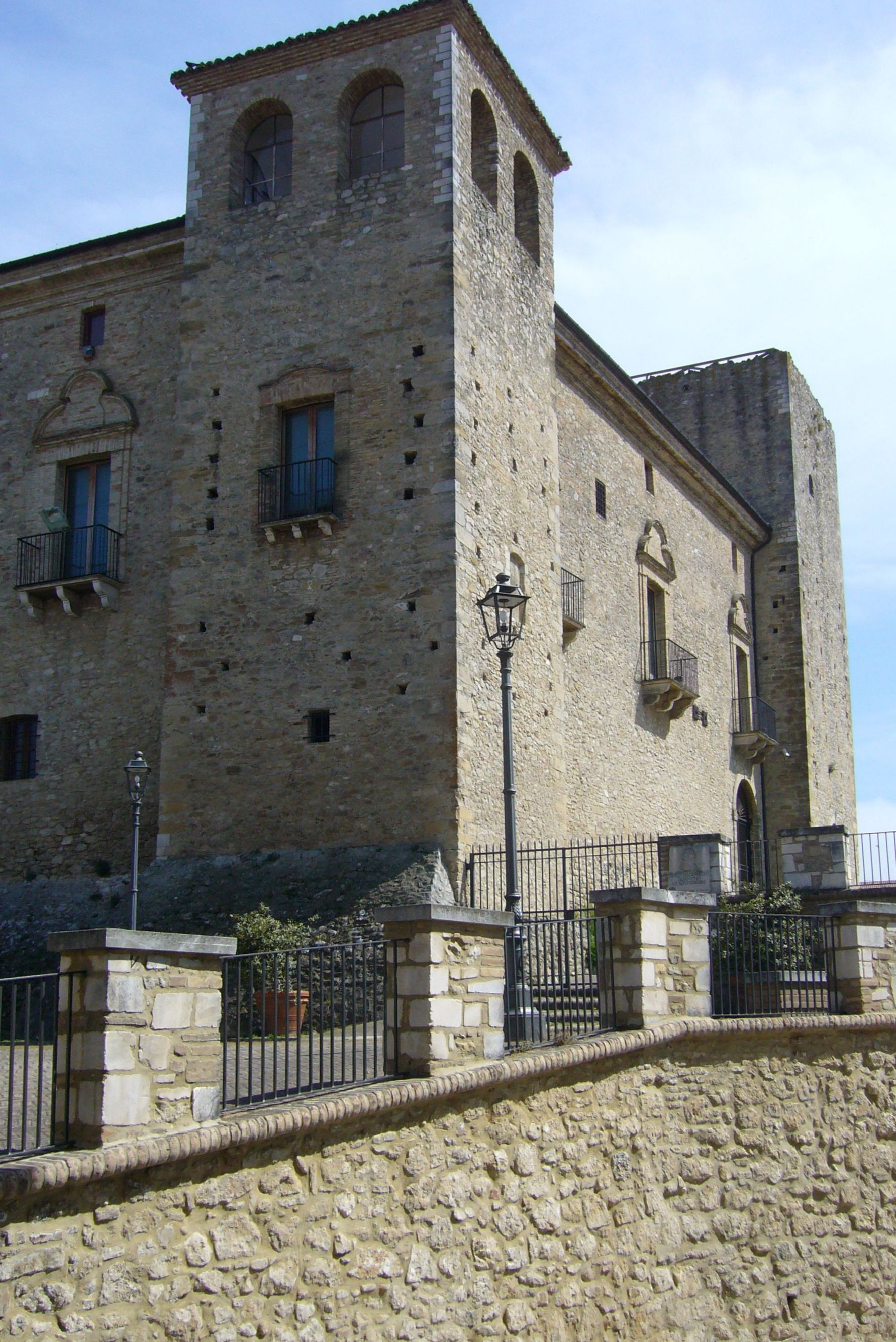
Zugang zur Burg

Die Burg liegt auf einem Hügel zwischen den beiden Flüssen Arielli und Rifago. Sie besteht aus vier Ecktürmen, die mit etlichen weiteren Gebäuden verbunden sind. Der ursprüngliche Turm im Nordosten ist der größte der vier; er ist aus groben Steinblöcken erbaut und hat drei Stockwerke; das Erdgeschoss ist erhöht.
Die Burg ist mit einer Umfassungsmauer umgeben, der auch einen Garten beinhaltet. In die Burg gelangt man über eine Brücke.

### Äußeres
Die Burg hat einen quadratischen Grundriss und bietet den Anblick einer Adelsresidenz. Sie besteht aus vier Gebäuden, die von den Ecktürmen eingerahmt sind.
- Torre dell’Ulivo: Großer normannischer Turm der ursprünglichen Anlage aus dem 11. Jahrhundert, bestehend aus drei Stockwerken mit einem Erdgeschoss, das als Lebensmittellager diente. Den Zugang vermittelt eine schmale Wendeltreppe, die für die Wachpatrouillen verwendet wurde.
- Torre aragonese: Er wurde 1943 wieder aufgebaut, liegt neben dem normannischen Turm und stammt aus dem 15. Jahrhundert. Er hat einen quadratischen Grundriss und besitzt oben Zinnen Konsolen.
- Torri De Riseis: Die beiden Zwillingstürme stammen aus dem 18. Jahrhundert und besitzen ebenfalls quadratische Grundrisse, aber spitze Dächer. Doppelrundbogenfenster zieren jede Seite der Türme. Das Fundament auf jeder Seite hat tiefe Blindbögen, Zeichen für Bastionen der mittelalterlichen Festung. Nur die Eingangsseite ist anders gestaltet, weil sie einen Eingangsbogen besitzt, der vor einem Kreuzgang mit Monumentaltreppe liegt. Dort ist auf einem Pilaster das Wappen der Familie De Riseis von 1789 angebracht.

### Innenräume
Die Innenräume wurden bei den Bombardements von 1943 beschädigt und daher in den 1960er-Jahren vollständig originalgetreu wiederhergestellt, aber ohne das originale Inventar. In dem öffentlichen Gebäude war in den 1980er-Jahren Stadtverwaltung untergebracht, die später an einen anderen Ort verlegt wurde und so Raum für das entstehende Museo dell’Abruzzo Altomedievale e Bizantino ließ, das heute dort seinen Sitz hat. In dem Raum vor dem Eingang zum normannischen Turm ist ein Bett mit Baldachin erhalten, das dem Original der Grafen von Bovino ähnelt, zusammen mit einer Truhe; beide stammen nicht aus der Burg, wurden aber dort platziert, um das Zimmer zu rekonstruieren, in dem Vittorio Emanuele III. schlief. Eine Sammlung von Fotos zeigt verschiedene Besuche des Prinzen Umberto II. in den 1930er-Jahren sowie die vertriebene Königliche Familie im Jahre 1943. Der Rest der Innenräume ist ziemlich nackt und enthalten nur Vitrinen mit archäologischen Funden. Nur in einem der Torri De Riseis sind in der Nähe des großen Flügels im Erdgeschoss ein Tonnengewölbe und spätbarocke Stuckarbeiten erhalten.